# Still Standing EP
Albums de Yellowcard
Where We Stand
(1999) One For The Kids
(2001)
Still Standing EP est le premier EP de Yellowcard, sorti en 2000 sous DIY Records. Dans cet EP figurent Ryan Key au chant, Todd Clary, qui a quitté le groupe peu après, à la guitare rythmique, Ben Harper à la guitare solo, Sean Mackin au violon, Warren Cooke à la basse et Longineu Parsons à la batterie.
Cet EP était épuisé, pourtant, il est toujours possible de l'acheter sur le site de Takeover Records, label du guitariste solo originel de Yellowcard, Ben Harper.